# Kỹ thuật hiển vi âm học
Kỹ thuật hiển vi âm học là một kĩ thuật hiển vi sử dụng sóng siêu âm ở tần số vô cùng lớn. Kỹ thuật hiển vi âm học là kĩ thuật không phá hủy mẫu thiết bị và có thể sử dụng cho hầu hết các vật liệu rắn để tạo ra các hình ảnh ở bên trong của vật liệu, bao gồm các sai hỏng như nứt gãy, tách lớp hoặc lỗ rỗng.

## Các loại hiển vi âm học
Trong nửa thế kỷ kể từ những thí nghiệm đầu tiên trực tiếp dẫn đến sự phát triển của kỹ thuật hiển vi âm học, có ít nhất ba phương pháp hiển vi âm học khác nhau đã được phát triển. Đó là quét hiển vi âm học (SAM), quét đồng tiêu hiển vi âm học (CSAM), và quét hiển vi âm học kiểu C (C-SAM).. Bởi vì phần lớn kỹ thuật hiển vi âm học sử dụng ngày nay là các thiết bị dạng C-SAM, bài viết này sẽ bị giới hạn xung quanh các thiết bị này.

## Tính chất của siêu âm trong các vật liệu
Siêu âm được định nghĩa là bất kỳ âm thanh nào có tần số trên 20 kHz, đó là khoảng tần số cao nhất có thể được phát hiện bởi tai người. Tuy nhiên, kỹ thuật hiển vi âm học phát ra sóng siêu âm từ 5 MHz đến hơn 400 MHz do đó có thể đạt được độ phân giải kích thước ở mức micromet. Sóng siêu âm khi xâm nhập vào mẫu vật liệu sẽ bị tán xạ, hấp thụ hoặc phản xạ bởi các vật liệu bên trong hoặc bởi chính mẫu vật liệu đó. Những hành vi này là tương tự với hành vi của ánh sáng. Lượng sóng siêu âm bị phản xạ lại từ một thực thể vật chất bên trong, hoặc (trong một vài ứng dụng khác) di chuyển qua toàn bộ độ dày của mẫu vật liệu, thì được dùng để tạo ra hình ảnh bên trong vật liệu.

## Các mẫu vật liệu và sự chuẩn bị
Không có yêu cầu đặc biệt nào cho các mẫu vật liệu được sử dụng để tạo ảnh bằng sóng siêu âm, nhưng chúng nên chịu được nước hay một chất lỏng khác bởi sóng siêu âm có tần số cực lớn thì không truyền được qua không khí. Để tạo ảnh, mẫu vật liệu có thể được nhúng chìm hoàn toàn trong môi trường nước hoặc được quét bởi một dòng nước hẹp (sóng siêu âm sẽ đi vào trong vật liệu thông qua dòng nước này). Ngoài ra, rượu và các loại chất lỏng khác cũng có thể được dùng miễn là chúng không làm bẩn mẫu vật liệu. Mẫu vật liệu thường có ít nhật một mặt phẳng để nó có thể được quét, mặc dù các mẫu hình trụ và hình cầu cũng có thể quét được nếu có thiết bị đúng. Trong phần dưới, mẫu vật liệu được miêu tả như là một linh kiện điện tử tích hợp được đóng gói bằng plastic.

## Tần số siêu âm
Tần số của sóng hiển vi âm học thường từ 10 MHz tới 400 MHz hoặc lớn hơn. 
Hình ảnh của một linh kiện IC được đóng gói plastic phía dưới sử dụng đầu dò 30 MHz bởi vì tần số này cung cấp độ phân giải đủ tốt cho lớp vật liệu bên trong cần quét.

## Quá trình quét
Đầu dò sóng siêu âm quét phía trên mặt của mẫu vật liệu. Vài ngàn xung sóng siêu âm sẽ thâm nhập vào mẫu vật liệu trong một giây. Mỗi xung này sẽ bị tán xạ hoặc hấp thụ nhiều lần tùy vào độ đồng nhất của mẫu vật liệu. Ở biên của 2 vật liệu khác nhau, một tỉ lệ của xung sẽ bị phản xạ trở lại đầu dò, đầu dò sẽ nhận tín hiện và độ lớn phản xạ được ghi lại.
Hình phía bên phải là hình ảnh siêu âm của một thiết bị IC được đóng gói plastic, sóng siêu âm xâm nhập vào bên trong của mold compound (vật liệu plastic), và bị phản xạ ở:
1. Mặt tiếp xúc giữa lớp mold compound phủ ngoài và mặt phẳng phía trên của con silicon die.
2. Mặt tiếp xúc giữa lớp mold compound phủ ngoài và mặt phẳng phía trên của paddle (substrate)
3. Mặt tiếp xúc giữa lớp mold compound phủ ngoài và lớp tách (màu đỏ) nằm ở phía trên của paddle.
4. Mặt tiếp xúc giữa lớp mold phủ ngoài và mặt ngoài của lead frame

Lượng xung bị phản xạ được quyết định bởi âm trở Z của từng vật liệu ở mặt tiếp xúc. Âm trở của một vật liệu bằng mật độ khối nhân với tốc độ mà sóng siêu âm di chuyển trong vật liệu. Khi một xung siêu âm tới mặt tiếp xúc, mức năng lượng phản xạ từ mặt tiếp xúc đó được tính theo công thức: 
{\displaystyle R={\frac {\left(z_{2}-z_{1}\right)}{\left(z_{2}+z_{1}\right)}}}
với R là tỉ lệ phản xạ, và z1 và z2 là âm trở của hai vật liệu ở mặt tiếp xúc, tương tự như chỉ số chiết suất của sự truyền ánh sáng
Nếu cả hai vật liệu đều là chất rắn, mức độ phản xạ chỉ ở mức vừa phải, và một lượng lớn của xung sẽ đi sâu hơn vào mẫu vật liệu. Nếu một trong hai vật liệu là thể khí ví dụ như không khí - gây ra bởi sự tách lớp, đứt gãy hoặc lỗ rỗng,mức độ phản xạ là gần 100%, biên độ phản xạ sẽ rất lớn, và không có một phần năng lượng nào của xung có thể thâm nhập sâu hơn vào mẫu vật liệu.

### Chọn lớp tạo ảnh từ tín hiệu trả về
Một xung của đầu dò có thể mất nano giây hoặc micro giây để thâm nhập vào bên trong vật liệu và phản xạ trở lại. Nếu mẫu vật liệu có vài lớp tiếp xúc bên trong thì tín hiệu trả về sẽ đến đầu dò ở các thời điểm khác nhau. Kĩ thuật tạo ảnh bằng hiển vi âm học thường không sử dụng tất cả các tín hiệu mà xung trả về. Thay vào đó, một cửa sổ thời gian được tạo ra để chỉ nhận một vài  tín hiệu trả về tương ứng với một vài mặt tiếp xúc cần tạo ảnh. Quá trình này được gọi là "gating" hay chọn lớp tạo ảnh
Trong hình trên, lớp tạo ảnh bao gồm silicon die, die paddle và lead frame.
Nếu tiếp tục quét mặt trên của mẫu vật liệu sau đó chọn lớp cần tạo ảnh chỉ là lớp plastic phía trên die. Hình ảnh tạo ra như hình bên trên. Nó thể hiện cấu trúc của các hạt phân tử của mold compound, cũng như các dấu hình tròn nằm ở phía mặt trên của linh kiện. Dấu chấm tròn nhỏ màu trắng là lỗ rỗng (khí không thể thoát ra được trong quá trình đúc plastic).
Sau đó thay đổi lớp cần tạo ảnh chỉ bao gồm chiều sâu của lớp mold phủ dưới chân die và die paddle. Con die, die paddle và các điểm ở trên hoặc ở dưới đều bị bỏ qua. Trong hình ảnh kết quả từ hiển vi âm học, khu vực màu đỏ là các lỗ rỗng (sai hỏng) của lớp mold phủ dưới.
Cuối cùng, linh kiện IC được lật lại và được quét từ mặt dưới. Tín hiệu cần tạo ảnh là lớp tiếp xúc giữa lớp mold compound phủ sau và mặt sau của die paddle. Các dấu chấm nhỏ màu đen trong ảnh là các lỗ rỗng (khí bị mắc kẹt) trong mold compound.

## Các loại hình ảnh
Kỹ thuật hiển vi âm học có thể tạo ra nhiều loại ảnh khác nhau như 2D, 3D, ảnh mặt cắt...

## Phạm vi của các ứng dụng
Kỹ thuật hiển vi âm học được sử dụng rộng rãi trong lĩnh vực sản xuất thiết bị điện tử, phân tích độ bền và phân tích sai hỏng
Gần đây Kỹ thuật hiển vi âm học được dùng để chẩn đoán các lớp sơn của các bức ảnh nghệ thuật và các đối tượng khác.